# Boom Pow
Boom Pow è un singolo della cantante rumena Alexandra Stan, pubblicato il 24 agosto 2016 ed estratto dall'album Alesta. Brano dance e pop molto forte ed estivo, il video musicale fu rilasciato lo stesso giorno e mostra la cantante in un paesaggio di mare cantare il brano ballano anche.

## Tracce
- Download digitale

1. Boom Pow – 2:59

## Classifiche
Nonostante la scarsa promozione del singolo, il brano riesce ad entrare nella classifica Romena ufficiale alla sessantasettesima posizione.